# Daemon
Daemon (ili servis) je program čija je svrha raditi nešto u pozadini, bio korisnik prijavljen na računalo ili ne, dakle glavna svrha servisa nije interakcija s korisnikom (koju se obično vrši putem GUI-ja), nego obavljanje nekog zadatka: posluživanje datoteka, html datoteka preko http/https protokola - web server, datoteka preko nfs,smb,... protokola - file server, rotiranje logova - logrotate,....
Suprotnost daemonu je pojam aplikacija.